# Guds lilla land
Guds lilla land (engelska: God's Little Acre) är en amerikansk dramakomedifilm från 1958 i regi av Anthony Mann. Filmen är baserad på Erskine Caldwells roman med samma namn från 1933. I huvudrollerna ses Robert Ryan, Aldo Ray, Buddy Hackett och Tina Louise. Filmen hade svensk premiär den 24 november 1958 på Rigoletto.

## Rollista i urval
- Robert Ryan – Ty Ty Walden
- Aldo Ray – Will Thompson
- Buddy Hackett – Pluto Swint
- Jack Lord – Buck Walden
- Fay Spain – Darlin' Jill Walden, Ty Tys dotter
- Vic Morrow – Shaw Walden
- Helen Westcott – Rosamund, Wills fru
- Lance Fuller – Jim Leslie
- Rex Ingram – farbror Felix
- Michael Landon – Dave Dawson
- Tina Louise – Griselda Walden, Bucks fru